# Chiesa dei Santi Martino e Giorgio (Velo d'Astico)
La chiesa dei Santi Martino e Giorgio è la parrocchiale di Velo d'Astico, in provincia e diocesi di Vicenza; fa parte del vicariato di Arsiero-Schio.

## Storia
La prima pietra della vecchia chiesa di Velo fu posta il 29 giugno 1773; l'edificio venne portato a termine due anni dopo per poi essere consacrato nel 1812 e anche il campanile risaliva al XVIII secolo.
Nel 1867 l'originario pavimento alla veneziana fu rimosso e al suo posto si provvide a posarne uno in quadroni di marmo.
Durante il primo conflitto mondiale l'edificio venne distrutto; la parrocchiale fu quindi ricostruita nel 1919, mentre il campanile tra il 1922 e il 1925.
Nel 1965, per adeguare la chiesa alle norme postconciliari, si procedette all'installazione del nuovo altare rivolto verso l'assemblea; nel 2002 la parrocchiale e la torre campanaria vennero interessate da un intervento di restauro.

## Descrizione

### Esterno
La facciata a capanna della chiesa, rivolta a ponente e con gli angoli smussati, è suddivisa da una cornice marcapiano in due ordini, entrambi scanditi da lesene corinzie e abbelliti da specchiature; quello inferiore presenta il portale d'ingresso sormontato dal frontoncino triangolare, mentre quello superiore è caratterizzato da una finestra sovrastata dal timpano semicircolare e coronato dal frontone dentellato.
Vicino alla parrocchiale si erge su un alto basamento a scarpa il campanile a pianta quadrata; la cella presenta su ogni lato una monofora affiancata da lesene ed è coronata dalla guglia poggiante sul tamburo a base ottagonale. Ospita 5 interessanti campane in Do3 crescente (Do3, Re3, Mi3, Fa3, Sol3) elettrificate alla veronese, le 4 maggiori realizzate dal fonditore lombardo Achille Mazzola nel 1922. La piccola fu aggiunta da Roberto Mazzola nel 1985.

### Interno
L'interno dell'edificio, abbellito da specchiature e festoni, si compone di un'unica navata, sulla quale si affacciano le quattro cappelle laterali introdotte da archi a tutto sesto e le cui pareti sono scandite da lesene sorreggenti la trabeazione modanata e aggettante sopra il quale si imposta la volta a botte; al termine dell'aula si sviluppa il presbiterio, rialzato di alcuni gradini e chiuso dall'abside.